# Giải Goya cho nữ diễn viên triển vọng nhất
Giải Goya cho nữ diễn viên triển vọng nhất (tiếng Tây Ban Nha: Premio Goya a la mejor actriz revelación) là một trong các giải Goya dành cho nữ diễn viên trẻ trong một phim, được bầu chọn là có triển vọng nhất. Giải này được lập từ năm 1994.

## Thập niên 1990
- 1954: Ruth Gabriel phim Días Contados
- 1995: Rosana Pastor phim Tierra y Libertad
- 1996: Ingrid Rubio phim Mas allá del jardín
- 1997: Isabel Ordar phim Chevrolet
- 1998: Marieta Orozco phim Barrio
- 2000: Ana Fernández phim Solas

## Thập niên 2000
- 2000: Laia Marull phim Fugitives (Fugitivas)
- 2001: Paz Vega phim Lucia y el Sexo
- 2002: Dolores González Flores phim Rencor
- 2003: María Valverde phim La flaqueza del bolchevique
- 2004: Belén Rueda phim Mar Adentro
- 2005: Micaela Nevarez phim Princesas
- 2006: Ivana Baquero phim Le Labyrinthe de Pan (El Laberinto del fauno)
- 2007: Manuela Velasco phim REC
- 2008: Nerea Camacho phim Camino
- 2009: Nerea Camacho phim Camino

## Thập niên 2010
- 2010: Soledad Villamil phim Dans ses yeux (El secreto de sus ojos)
- 2011: Marina Comas phim Pa negre
- 2012: Maria Leon phim La voz dormida